# Dark City (bande originale)
Dark City - Music from and Inspired by the Motion Picture, est la bande originale distribué par TVT Records, du film de Science-fiction australo-américain, Dark City, réalisé par Alex Proyas en 1998. C'est le compositeur Trevor Jones qui en a composé la musique.

## Liste des titres
| 1.      | Sway                          | Anita Kelsey          | 3:44  |
| 2.      | The Information               | Course of the Empire  | 4:27  |
| 3.      | Just A Touch Away             | Echo and the Bunnymen | 5:03  |
| 4.      | Dark                          | Gary Numan            | 4:29  |
| 5.      | Sleep Now                     | Hughes Hall           | 2:02  |
| 6.      | The Night Has A Thousand Eyes | Anita Kelsey          | 3:31  |
| 7.      | Into The City                 | Trevor Jones          | 4:48  |
| 8.      | No More Mr. Quick             | Trevor Jones          | 3:25  |
| 9.      | Emma                          | Trevor Jones          | 3:40  |
| 10.     | The Strangers Are Tuning      | Trevor Jones          | 3:56  |
| 11.     | Memories Of Shell Beach       | Trevor Jones          | 4:38  |
| 12.     | The Wall                      | Trevor Jones          | 1:17  |
| 13.     | Living An Illusion            | Trevor Jones          | 2:57  |
| 14.     | You Have The Power            | Trevor Jones          | 12:14 |
| 1:00:11 |                               |                       |       |

## Musiques additionnelles
- Outre les titres présents, sur l'album, on entend aussi durant le film le morceau suivant [3] :
  - Le Châle Bleu
    - Écrit par François Perchat[4]
    - Interprété par Anita Kelsey